# FC Oranja Erpe
FC Oranja Erpe was een Belgische voetbalclub uit Erpe. De club was bij de KBVB aangesloten met stamnummer 7329 en had oranje en zwart als kleuren. Het speelde zijn thuiswedstrijden op de Gentsesteenweg 128 B in Erpe.

## Geschiedenis
Erpe sloot zich aan bij de Belgische Voetbalbond op 4 mei 1969 en ging er spelen in de provinciale reeksen. In 1999 kwam het echter tot een fusie tussen FC Oranja Erpe en het nabijgelegen KFC Olympia Erondegem. Erpe speelde op dat moment in Vierde Provinciale, het allerlaagste niveau. Deze fusieclub ging KVC Erpe Erondegem heten en speelde het jaar erna in Derde Provinciale. In 2009 zou ook die fusieclub verdwijnen en opgenomen worden in FC Mere.
Actief: SK Aaigem · Erpe-Mere United (KRC Bambrugge)

Voormalig: FC Edixvelde · FC Oranja Erpe · KVC Erpe Erondegem (KFC Olympia Erondegem) · FC Mere · KFC Olympic Burst